# زادگیری سگ
زادآوری سگ، زادگیری سگ یا زاد و ولد سگ، به عمل جفتگیری انتخاب شده گفته می‌شود که به منظور ایجاد خصوصیات و خلق و خوهای منحصر صورت می‌گیرد. زمانی که سگ‌ها به‌طور تمایلی و بدون دخالت انسان جفتگیری می‌کنند، کاراکتر و خصوصیات توله‌های آنها بر اساس انتخاب طبیعی انتخاب می‌شود، در صورتی که زاد و ولد سگ‌ها به‌طور خاص به معنی انتخاب مصنوعی سگ‌ها توسط انسان است که عمل جفتگیری به شکل انتخابی توسط صاحبان سگ‌ها تعیین می‌شود.

## واژه‌شناسی
مادر توله سگ‌ها dam نامیده می‌شود و پدر آنها نیز sire نامیده می‌شود. Litter به معنی تعداد نوزادانی است که سگ‌ها در یک وهله می‌زایند. Whelp به معنی توله سگ‌های تازه متولد شده است و به دنیا آوردن توله سگ‌ها whelping نامیده می‌شود. سگ‌ها به‌طور معمول در جعبه مخصوص زایمان، توله‌های خود را به دنیا می‌آورند. جعبه مخصوص زایمان، جعبه ای ساده است که سگ ماده در آن زاییده و پناهگاهی برای توله سگ‌ها می‌باشد.
کسی که به شکل انتخابی سگ‌ها به منظور توله‌کشی جفتگیری می‌کند، breeder نامیده می‌شود. جفتگیری خطی یا line breeding جفتگیری انتخابی سگ‌ها از خویشاوندان خود سگ است. این عمل به منظور ایجاد یا تقویت کردن خصوصیات یا صفاتی خاصی در توله‌ها که مورد نظر هستند، انجام می‌شود. جفتگیری خطی و جدا کردن جفت‌ها، والدین و فرزندان و بین خواهرها و برادرها کاملاً متفاوت هستند. Outcrossing عبارت است از جفتگیری برنامه‌ریزی شده بین دو سگ غیرمرتبط، که جهت افزایش تنوع ژنتیکی در یک نژاد و کاهش مسائل ژنتیکی یا ناهنجاری‌های حاصل از جفتگیری خطی یا جفتگیری انتخابی از یک نژاد، صورت می‌پذیرد.

## دوره فحلی
همچنین مشاهده کنید: زاد و ولد سگ‌ها و چرخه تولیدمثل سگ‌ها بین ۶ تا ۲۴ ماه به سن بلوغ می‌رسند که در آن سگ‌های ماده شروع به داشتن دوره فحلی می‌کنند. در دوره فحلی چهار مرحله وجود دارد: دوره قبل از فحلیت جنس ماده، دوره تحریکات جنسی سگ ماده که در این دوره قابلیت آبستن شدن دارد، دوره نافحلی، دوره جفت پرهیزی. به سگی که در دورهٔ دوم یا در دورهٔ دارای قابلیت آبستن شدن باشد، سگ در گرما یا in heat گفته می‌شود و می‌تواند در این دوره که ۳ تا ۲۱ روز طول می‌کشد، آبستن گردد.

## جفت‌گیری و بارداری

### تاریخچه
انسان‌ها از زمان‌های قبل از تاریخ، حیوانات مفید را در اطراف محل سکونت خود حفظ می‌کرده‌اند. در طی این هزاران سال، سگ‌های اهلی به شکل‌های مختلفی یا در گروه‌های مختلفی پرورش داده می‌شدند مثلاً سگ‌های نگهبان دام، سگ‌های شکارچی و سگ‌هایی که بر پایه قوه بینایی و سرعت خود شکار می‌کنند. برای حفظ این تمایزها، با دخالت عمدی انسانها، سگهایی که دارای خصوصیات خاصی بودند با یکدیگر جفتگیری کردند تا این خصوصیات را در فرزندان نیز ظهور کند. از طریق این فرایند، صدها نژاد سگ تولید شده است. انتخاب مصنوعی در پرورش سگ بر رفتار، شکل و اندازه سگها تأثیر گذاشته است.

## نقد
برخی از سگ‌ها دارای ویژگی‌های ارثی خاصی هستند که می‌تواند به ناتوانی یا بیماری تبدیل شوند. دیسپلازی باسن سگ یکی از شرایط مذکور است. برخی ناهنجاری‌های چشمی، برخی مشکلات قلبی و برخی موارد ناشنوایی به ارث رسیده است. مطالعات گسترده‌ای در مورد این شرایط صورت گرفته است، که معمولاً توسط باشگاه‌های جفتگیری و ثبت سگها پشتیبانی می‌شود، در حالی که کلوپ‌های تخصصی جفتگیری، اطلاعات مربوط به نقص‌های ژنتیکی رایج را دربارهٔ نژادها ارائه می‌دهند.

## کاهش قدرت بارداری
کاهش قدرت بارداری به معنی کاهش بقا و باروری فرزندان در سگ‌ها است. مطالعه روی ۴۲۸۵۵ دستشویی سگ‌های پا کوتاه نشان داد که با افزایش ضریب بارداری، میزان اندازه دستشویی کاهش یافته و درصد توله سگهای متولد شده افزایش می‌یابد، در غیر این صورت نشانگر کاهش قدرت بارداری است.